# Ancistropsylla roubaudi
Ancistropsylla roubaudi är en loppart som beskrevs av Toumanoff et Fuller 1947. Ancistropsylla roubaudi ingår i släktet Ancistropsylla och familjen Ancistropsyllidae. Inga underarter finns listade i Catalogue of Life.